# 京都市立小栗栖宮山小学校
京都市立小栗栖宮山小学校（きょうとしりつ おぐりすみややましょうがっこう）は京都府京都市伏見区小栗栖宮山にある公立小学校。

## 沿革
- 1983年（昭和58年） - 開校[1]。

## 卒業後の進路
卒業後は基本的に京都市立小栗栖中学校に進学する。

## 通学区域が隣接している学校
- 京都市立醍醐西小学校
- 京都市立池田小学校
- 京都市立石田小学校
- 京都市立桃山東小学校
- 京都市立藤城小学校
- 京都市立深草小学校
- 京都市立小野小学校